# 北野建設 (長野県)
北野建設株式会社（きたのけんせつ）は、長野県長野市に本社を置く長野県大手の建設会社（ゼネコン）である。東京証券取引所スタンダード市場上場。

## 沿革
1887年に現社長北野貴裕の曽祖父北野民蔵が製糸業を始める。生糸暴落をきっかけに祖父北野吉登の代に製材業に転換。戦後、焼け野原となった東京を舞台に父・北野次登が長野の木材をもとに建築業を始める。以後、高度成長とともに順調に業績を伸ばし、1973年に上場を果たす。元社長の北野次登は、ホテル経営や企業メセナにも熱心で、長野放送の社長や上田女子短期大学（学校法人北野学園）の理事長なども務め、経営者として名を馳せていた。
- 1946年8月 - 北野建築工業株式会社を設立。
- 1948年7月 - 現社名に変更。
- 1964年　ニューヨーク万国博覧会の日本館を手掛ける。このときマンハッタンに滞在した次登の発案で、ニューヨークでのホテル経営を目指す。日本初のアパートメントホテル、北野アームスを平河町に開業。
- 1967年　北野美術館オープン。
- 1971年　長野東急エージェンシー（現・アサヒエージェンシー）開業。　スキー部設立。
- 1973年9月 - 東京証券取引所2部上場。ロックフェラーよりニューヨーク市パーク・アベニューのMurray Hotel を購入。5500万ドルをかけて改装し、ホテル「ザ・キタノ」を開業[3]。
- 1980年　川中嶋カントリークラブ（川中嶋土地開発）開業。
- 1981年6月 - 東京証券取引所1部上場。
- 1989年11月 - ソロモン諸島に「ソロモン・キタノ・メンダナ・ホテル」開業。
- 1994年　北野文芸座オープン。
- 1998年　ベトナムに「ホテル・ニッコー・ハノイ」開業。
- 2007年　現北野建設会長兼社長・北野貴裕就任。　北野グループ分裂（建設業とホテル＆美術館業の2つに分かれる）
- 2016年　株式会社キタノプロパティ設立。
- 2018年　ベトナムの「ホテル・ニッコー・ハノイ」廃業[4]。
- 2019年　北野財団設立。

## 歴代社長
北野建築工業社長
- 北野吉登：1946年 - 1948年

北野建設社長
- 北野吉登：1948年 - 1963年
- 北野次登：1963年 - 2007年
- 山口竹彦：2007年 - 2007年
- 北野貴裕：2007年 -

## スキー部
スキー部はオリンピック選手を多数輩出するなど、国内でも名門の実業団チームである。

### 所属選手
- 渡部暁斗（ノルディック複合）
- 渡部善斗（ノルディック複合）
- 丸山希（スキージャンプ）

### 過去に所属していた選手
- 小野学（スキージャンプ。1998年長野オリンピックスキージャンプ団体金メダル日本チームの監督）
- 荻原健司（ノルディック複合、1992年アルベールビルオリンピック・1994年リレハンメルオリンピック団体金メダル。2010年からスキー部部長）
- 荻原次晴（ノルディック複合）
- 金井理恵子（スキージャンプ）
- 山田大起（スキージャンプ）
- 上村愛子（モーグル）[5]
- 伊藤みき（モーグル）
- 竹内択（スキージャンプ）
- 作山憲斗（スキージャンプ）
- 岩渕香里（スキージャンプ）

## 社長交代騒動と北野グループ分裂
2007年6月28日、定時株主総会後の取締役会において、社長交代の緊急動議が出され、当時副会長であった、北野次登社長の長女の夫・山口竹彦が新社長に就任した。
しかし、それから1か月後の同年7月27日に新社長が辞任、次登元社長の長男で副社長の貴裕が、新たに社長へ昇格・就任した。
これは、株主総会での説明がないままの社長交代に、株主や取引先などからの批判が強まっていたことや、新社長本人を含め、社長交代に賛成した取締役が一斉に辞任したことが背景にあるが、6月の社長交代が同社ホームページ上の沿革に掲載されていない（無かったことにされている）点からも、一連の社長交代が「異常事態」であったことが窺える。
追い出された形になった北野次登元社長は返り咲きを狙ったが、銀行はじめ、周囲の賛同を得られず断念。2008年に、『日経ビジネス』9月22日号で「敗軍の将、兵を語る－実の息子に会社を追われた」という手記を寄稿。次登は脳梗塞と難聴から経営の第一線に立てないとして、2007年に娘婿の山口から代表権を剥奪されたため、株式取得を重ね、1か月後に次登の長男で一人息子の貴裕を代表取締役に就任させたが、2008年にその息子から、取締役を解任されせられた、と説明している。この解任劇により、北野グループも大きく２つに分裂。貴裕が率いる「北野建設」と、次登と次登の次女小池佳子が率いる「北野アームス」、「The Kitano Hotel New York」、「北野美術館」、「北野カルチュラルセンター」が北野グループから離脱。次登は2015年12月92歳で死去した。

## 熊坂トンネル手抜き工事事件
2007年、東日本高速道路新潟支社が発注した上信越自動車道熊坂トンネル工事で、コンクリートの厚さ不足の手抜き工事を告発した、ピーエス三菱・北野建設共同企業体の下請け企業の現場監督（当時）が、自宅待機ののちに懲戒解雇された。その後、会社都合による退職をすることで和解。内部告発者に対する制裁事件として話題になった。

## 主な施工実績
- 白馬ジャンプ競技場
- 美ヶ原高原美術館
- 箱根彫刻の森美術館
- 軽井沢高原文庫
- 軽井沢絵本の森美術館
- 長野信用金庫本店
- アオキインターナショナル本社社屋
- ジャスコ長岡店
- ながの東急ライフ
- イトーヨーカ堂長野店
- ながの東急百貨店
- 東京成徳大学深谷高等学校総合体育館
- 横浜創英短期大学校舎
- 信州大学繊維学部校舎
- 長野清泉女子学院高等学校ラファエラ館
- 東京家政大学狭山校舎図書館
- 長野女子高等学校校舎
- 野沢温泉シャンツェ

- 長野赤十字病院
- 波田総合病院
- 国立相模原病院
- 北信総合病院
- 山洋電気青木工場
- 新光電気工業高丘工場
- 富士通須坂第二工場
- 日本たばこ産業松本流通倉庫
- 東京特殊電線上田工場
- 岡谷インターチェンジ
- 飯山築堤及び国道117号
- 長野電鉄地下鉄
- 国道19号小松原法面防護
- イオンモール松本
- ハワイポリスステーション
- イエメン結核センター
- ソロモン諸島国会議事堂
- 大磯プリンスホテルTHERMAL SPA S.WAVE

## 関連企業・団体
- 北野文芸座
- 北野美術館・北野カルチュラルセンター
- 長野放送
- 白鵬女子高等学校